# Вакс, Иосиф Александрович
Иосиф Александрович Вакс (1899, Санкт-Петербург — 1986, Ленинград) — советский архитектор, художник, дизайнер и педагог. Создатель школы ленинградского дизайна, организатор кафедры дизайна и промграфики в ЛВХПУ им. В. И. Мухиной.

## Биография
Окончил архитектурный факультет Всероссийской Академии художеств, мастерскую академика И. А. Фомина. Ещё во время учёбы работал в качестве помощника, с архитекторами В. А. Щуко и А. Е. Белогрудом.
Наставником архитектора в первые годы обучения был профессор Э. Е. Шталберг и впоследствии — профессор В. Г. Гельфрейх.
В 1926 году защитил дипломный проект «Дом Съездов», получил звание архитектора-художника.
В 1930-е годы проектную творческую работу совмещает с преподаванием в Центральном театральном училище и Ленинградском институте промышленного строительства.
C 1926 по 1941 год работает в строительных и проектных организациях Ленсовета.
В 1930 году, по проекту архитектора И. А. Вакса начато строительство жилого дома Комсостава Красной армии по адресу Артиллерийская улица дом № 1 (построен в 1933 году). В 1970 году здание реконструировано под гостиницу.

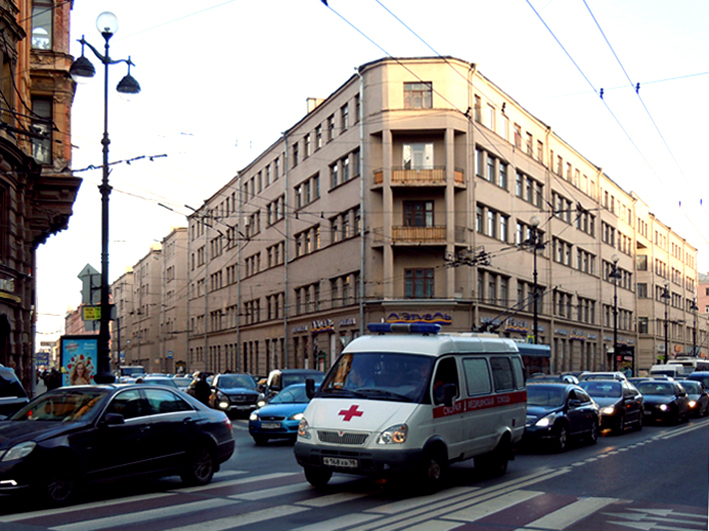
Санкт-Петербург,
Невский проспект № 146

Проектирует и строит в 1932—1933 годах дом в стиле конструктивизма, который занимает целый квартал (это дом по Невскому проспекту № 146, по проспекту Бакунина, дома № 1 и № 3 и на Полтавской улице дом № 1).
В послевоенное время архитектор И. А. Вакс проектирует интерьеры ленинградских театров, школ и магазинов («Ткани» на Невском проспекте дом № 32 и других).
Разрабатывает мебель и оборудование. Занимается созданием малых архитектурных форм и дизайном.
Участвует в конкурсных проектах: Дом Крестьянина в Петрозаводске (Всесоюзный конкурс, II премия); Дом Правительства в Минске (Всесоюзный конкурс); проект планировки «Новый Мурманск» (Всесоюзный конкурс, IV премия); Дом Советов в Выборге (Всесоюзный конкурс, II премия). Возводит жилые дома в Ленинграде и Петрозаводске, гостиницу в Новосибирске.
Умер в 1986 году. Похоронен в Санкт-Петербурге на Серафимовском кладбище.

## Художественное проектирование
Иосиф Александрович Вакс одним из первых ленинградских архитекторов начал работать в области дизайна. В годы войны занимается маскировкой аэродромов Краснознамённого Балтийского флота. В 1941—1942 годах проектирует и строит спецсооружения на «Дороге жизни» через Ладожское озеро.
Во время Великой Отечественной войны маскировал Смольный.
С мая 1943 года — главный архитектор Управления строительством Ленсовета.
В послевоенные годы И. А. Вакс вместе с архитектором Л. С. Катониным разработали серию проектов оборудования интерьеров пассажирских теплоходов «Ленсовет», «Якутия», «Александр Можайский», «Юрий Долгорукий»; в 1955—1967 годах осуществили реконструкцию торговых залов «Гостиного двора». В 1957 году художниками И. А. Ваксом и Л. С. Катониным был создан знаменитый ленинградский трамвай ЛМ-57.

## Педагогическая деятельность
В 1945 году Иосифу Александровичу Ваксу, вместе с другими известными ленинградскими архитекторами, предлагают заняться подготовкой специалистов декоративно-прикладного искусства.
В феврале 1945 года на базе Училища архитектурной отделки зданий Ленгорисполкома постановлением Совнаркома СССР было воссоздано художественное училище, основанное ещё в дореволюционной России, которое назвали Ленинградским высшим художественно-промышленным училищем имени В. И. Мухиной. И. А. Вакс становится руководителем одного из подразделений ЛВХПУ. В это же время в этом учебном заведении работают такие известные архитекторы как: О. Л. Лялин, М. А. Шепилевский, Л. Н. Линдрот, Н. Ф. Борушко, С. В. Васильковский, Я. Н. Лукин, В. Д. Кирхоглани, Л. С. Катонин, В. А. Петров, где историю искусства преподавали — М. Э. Гизе и П. Е. Корнилов.

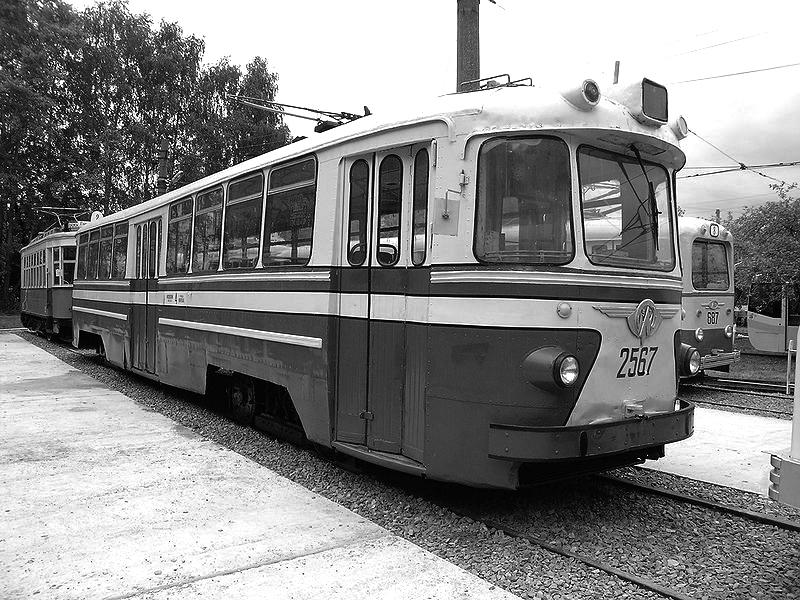
Трамвай ЛМ-57, авторы проекта архитекторы И. А. Вакс и Л. С. Катонин, (1957)

Выпускники училища первых послевоенных лет руководили восстановлением росписей, мебели и декоративного убранства дворцов Ленинграда и пригородов; были отмечены Государственными премиями, медалями Академии художеств, ВДНХ СССР, орденами СССР, а в 1986 году, когда были воссозданы, разрушенные войной, Дворцово-парковые ансамбли пригородов Санкт-Петербурга-Ленинграда — Ленинской премией.
В начале 1950-х годов ЛВХПУ им. В. И. Мухиной был первым институтом в стране, где готовили специалистов промышленного искусства. Эта работа велась на кафедре, которую с 1952 года, более четверти века возглавлял художник-архитектор, дизайнер, профессор — Иосиф Александрович Вакс.
Ученики профессора И. А. Вакса работают почти во всех отраслях промышленности, их работы хорошо известны в России и других странах. Это дизайнеры, промышленные графики и конструкторы. Среди его учеников такие известные художники-проектировщики как:
- Валентин Кобылинский — который разработал гигантские карьерные самосвалы «БелАЗ-540» ;
- Валентин Цепов — Лауреат Государственной премии в области дизайна за 1998 год;
- Светлана Мирзоян — автор автобусов «RAF» и популярных в стране карманных фонариков;
- Олег Фролов — по его проекту выпущены первые в мире суда на подводных крыльях[10];
- Татьяна Лукьянова — художник-график, автор более 500 известных упаковок: «Русские Сезоны», «Летний Сад», «Вернисаж», «Мишка на Севере», «Тройка» и других[11];
- Владимир Степанов — Главный художник «ЛОМО», Заслуженный художник Российской Федерации[12]. И многие, многие другие мастера ленинградской школы дизайна.

Иосиф Александрович энергично и целенаправленно руководил кафедрой почти до 80-летнего возраста, а затем, до конца своих дней, оставался её куратором и консультантом.